# 金子修 (裁判官)
金子 修（かねこ おさむ、1962年〈昭和37年〉9月3日 - ）は、日本の裁判官、法務官僚。法務省民事局長、東京高等裁判所部総括判事を経てさいたま地方裁判所長。

## 人物
千葉県柏市出身。1988年（昭和63年）、東京大学法学部を卒業する。1990年（平成2年）、東京地方裁判所判事補となる。
1994年（平成6年）、大蔵省国際金融局開発金融課課長補佐（東京地検検事）。
1996年（平成8年）、札幌地方裁判所判事補、札幌家庭裁判所判事補、札幌簡易裁判所判事。
1999年（平成11年）、東京地方裁判所判事補、東京簡易裁判所判事補。
2000年（平成12年）、東京地方裁判所判事。
2001年（平成13年）、東京家庭裁判所判事、家庭裁判所調査官研修所教官。
2004年（平成16年）、大阪高等裁判所判事。
2007年（平成19年）、法務省民事局参事官（東京地検検事）、司法試験考査委員。
2008年（平成20年）、法務省大臣官房参事官。
2012年（平成24年）、法務省民事局民事法制管理官に就任する。
2014年（平成26年）、法務省大臣官房審議官（民事局担当）に就任する。
2017年（平成29年）、法務省大臣官房審議官（総括、最高検検事）。
2018年（平成30年）、法務省大臣官房政策立案総括審議官に就任する。
2019年（令和元年）、東京高等裁判所判事、東京簡易裁判所判事に就任する。
2019年（令和元年）、法務省大臣官房司法法制部長（最高検検事）に就任する。
2021年（令和3年）、法務省民事局長に就任する。法務省法制審議会幹事に就任する。日本公証法学会理事に就任する。
2023年（令和5年）、東京高等裁判所部総括判事、東京簡易裁判所判事に就任する。
2025年（令和7年）、さいたま地方裁判所長に就任する。

## 編著
- 金子修『一問一答非訟事件手続法』商事法務（2012年）
- 金子修『一問一答家事事件手続法』商事法務（2012年）
- 金子修『逐条解説・家事事件手続法』商事法務（2013年）
- 金子修『逐条解説・非訟事件手続法』商事法務（2015年）
- 金子修『一問一答・国際的な子の連れ去りへの制度的対応 : ハーグ条約及び関連法規の解説』商事法務（2015年）
- 金子修・山本和彦・松原正明『講座実務家事事件手続法 上,下』日本加除出版（2017年）